# Guerino Gottardi
Guerino Gottardi, né le 18 décembre 1970 à Berne, est un footballeur suisse qui a évolué aux postes de défenseur ou de milieu.

## Biographie
Fils d’immigrés italiens, Guerino Gottardi naît le 18 décembre 1970 à Berne en Suisse. Jouant d’abord au Sparta Berne, il rejoint le BSC Young Boys alors qu’il n’est encore que junior. Ses qualités attirent l’œil de Pal Csernai, qui lui donne, à 18 ans, sa chance avec l’équipe première qui évolue alors en Ligue nationale A. Après un passage à Neuchâtel Xamax, il s’engage avec la Lazio Rome, où il remporte de nombreux titres. Il met un terme à sa carrière en 2005.

## Palmarès de joueur
- Vainqueur de la Coupe d'Europe des vainqueurs de coupes en 1999 avec la Lazio Rome
- Vainqueur de la Supercoupe de l'UEFA en 1999 avec la Lazio Rome
- Champion d'Italie en 2000 la Lazio Rome
- Vainqueur de la coupe d’Italie en 1998, en 2000 et en 2004, avec la Lazio Rome
- Vainqueur de la Supercoupe d’Italie en 1998 et 2000 avec la Lazio Rome